# Miquel Casas Subirà
Miquel Casas (Barcelona, 7 d'agost de 1920 - Sabadell, 6 de novembre de 2003) va ser un ciclista català que fou professional entre 1942 i 1946. La seva victòria més important fou la Volta a Catalunya de 1944.

## Palmarès
- 1942
  - Vencedor d'una etapa a la Volta a Catalunya
- 1944
  -  1r a la Volta a Catalunya i vencedor d'una etapa
  - 1r al Gran Premi de Sabadell
  - 1r al Gran Premi de la Victòria de Manresa
  - 1r a Pamplona
- 1945
  - 1r a Caldense
  - 1r al Gran Premi de la Victòria de Manresa

### Resultats a la Volta a Espanya
- 1945. 18è de la classificació general